# الجرف (العروسييين)
الجرف هو دُوَّار يقع بجماعة اكفاي، عمالة مراكش، جهة مراكش آسفي في المملكة المغربية. ينتمي الدوّار لمشيخة العروسييين التي تضم 9 دواوير. يقدر عدد سكانه بـ 77 نسمة حسب الإحصاء الرسمي للسكان والسكنى لسنة 2004.

## روابط خارجية
- البوابة الوطنية للجماعات الترابية
- المندوبية السامية للتخطيط